# Oligoflexia
Classe
Les Oligoflexia forment une classe de bactéries gram-négatives aérobies du phylum des Pseudomonadota.

## Description
La classe Oligoflexia est décrite en 2014 en même temps que l'ordre Oligoflexales, la famille Oligoflexaceae, le genre Oligoflexus et l'espèce type Oligoflexus tunisiensis. La souche Shr3, devenue souche type de l'espèce O. tunisiensis est isolée du sable prélevé vers Matmata dans la partie occidentale du désert au Sahara tunisien. La largeur des cellules est d'environ 0,4 µM à 0,8 µM et elles peuvent atteindre une longueur de plus de 10 µM.
Les bactéries de cette classe sont des bactéries aérobies à gram-négatif. Ces bactéries sont fusiformes filamenteuses et spiralées comme les spirillum.
Cultivées sur milieu de culture R2A, l'espèce type de cette classe forme des colonies circulaires à irrégulières de couleur jaune pâle.

## Taxonomie
Le nom correct complet (avec auteur) de ce taxon est Oligoflexia Nakai et al. 2014.

### Étymologie
La classe Oligoflexia a été nommée ainsi d'après le genre type, Oligoflexus) de l'ordre type qui lui a été assigné, l'ordre Oligoflexales. O.li.go.flex.i.a. N.L. masc. n. Oligoflexus, genre type de l'ordre type de la classe; L. neut. pl. n. suff. -ia, suffixe pour définir une classe; N.L. neut. pl. n. Oligoflexia, la classe de l'ordre Oligoflexales,. Le nom de cette classe a ensuite été publié dans la liste des notifications de l'IJSEM.

### Synonymes
Oligoflexia a pour synonymes :
- Bacteriovoracia Waite et al. 2020
- Bdellovibrionia Waite et al. 2020

### Liste des ordres
Selon LPSN (11 juin 2025), cette classe comprend les quatre ordres suivants :
- Bacteriovoracales Hahn et al. 2017
- Bdellovibrionales Garrity et al. 2006
- Oligoflexales Nakai et al. 2014
- Silvanigrellales Hahn et al. 2017

### Phylogénie
Lors de sa description, la classe Oligoflexia comprend l'ordreOligoflexales. Sur la base du séquençage de l'ARNr 16S, cette classe forme un clade distinct des autres classes du phylum Pseudomonadota. Le groupe phylogénique le plus proche est formé autour de l'espèce candidate Spirobacillus cienkowskii.

## Publication originale
- (en) R Nakai, M Nishijima, N Tazato, Y Handa, F Karray, S Sayadi, H Isoda et T Naganuma, « Oligoflexus tunisiensis gen. nov., sp. nov., a Gram-negative, aerobic, filamentous bacterium of a novel proteobacterial lineage, and description of Oligoflexaceae fam. nov., Oligoflexales ord. nov. and Oligoflexia classis nov. », Int J Syst Evol Microbiol, vol. 64, no 10,‎ 1er octobre 2014, p. 3353-3359 (DOI 10.1099/ijs.0.060798-0)